# Tamakautoga

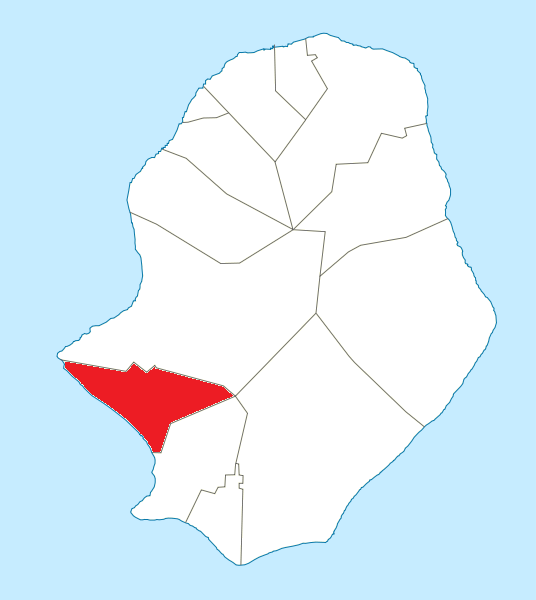
Tamakautoga fekvése a kis szigeten

Tamakautoga egy falu Niue szigetén. Területe 11,93 km².

## Fekvése
A sziget nyugati oldalán fekszik, 5 kilometérre délre Alofitól, 50 méteres tengerszint feletti magasságban.

## Lakossága
A lakosságszám alakulása (fő):
- 1986: 182
- 1997: 150
- 2001: 140
- 2006: 157

## Politika
A 2011-es parlamenti választások során az egyetlen jelölt Peter Funaki volt, aki így megtarthatta helyét.